# Ranunculus oreionannos
Ranunculus oreionannos là một loài thực vật có hoa trong họ Mao lương. Loài này được C. Marquand & Airy Shaw miêu tả khoa học đầu tiên năm 1929.